# Brzezie (Racibórz)

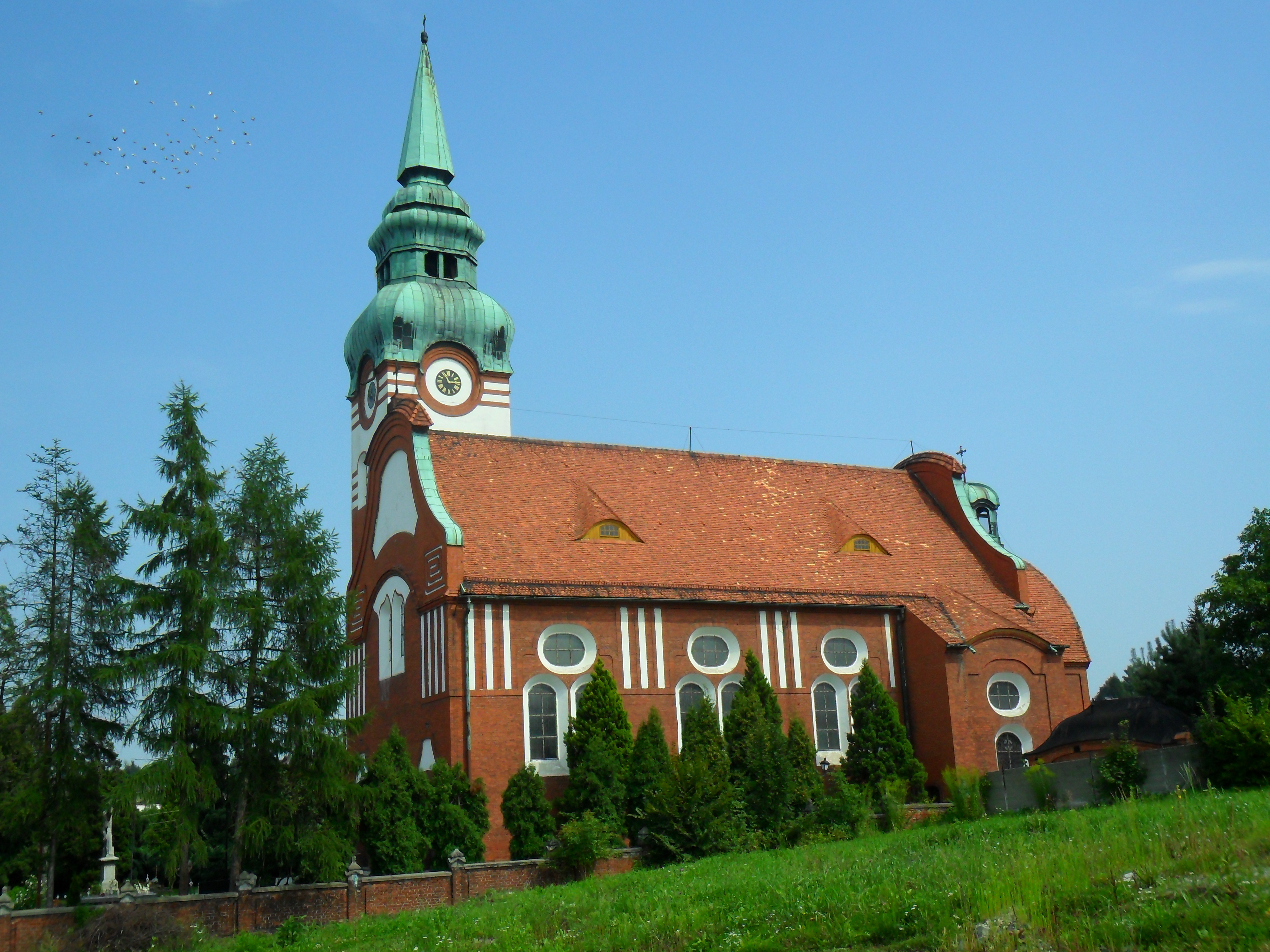
Kirche

Brzezie (deutsch Hohenbirken) ist ein Stadtteil der Stadt Racibórz (Ratibor) im Powiat Raciborski (Landkreis Ratibor) in der Woiwodschaft Schlesien. Brzezie liegt rund 5 km östlich des Stadtzentrums und war früher ein Dorf. Es wurde am 27. Mai 1975 von Racibórz eingemeindet.

## Geografie
Brzezie befindet sich im Südosten von Racibórz. Westlich verläuft die Oder.

## Geschichte
Das Kämmereigut Brzezie und der Stadtwald erschienen 1532 im Urbar und in einer Urkunde der Dominikaner von 1593 als städtisches Eigentum von Ratibor. 1727 erwarb die Stadt Ratibor den Graf Oppersdorfschen Brzezier Gutsanteil.
1742 kam der Ort mit dem Großteil Schlesiens an Preußen. Der Ort wurde 1784 im Buch Beyträge zur Beschreibung von Schlesien als Brzezin erwähnt und lag im Kreis Ratibor des Fürstentums Ratibor und war im Besitz der Kämmerei zu Ratibor. Damals hatte er 16 Bauern, 32 Gärtner, 16 Häusler, ein Vorwerk, eine Kirche, drei Mühlen und 322 Einwohner.
1841 wurde das Vorwerk Jagelnia neu erbaut. 1865 hatte Brzezie acht Bauern, zehn Halbbauern, 36 Gärtner, 80 Häuslerstellen, 35 Angerhäusler, drei Wassermüller, einen Kretscham (Gaststätte), eine Kirche und eine Schule. Zudem gab es die Kolonie Brzezie. Um die Jahrhundertwende wurde der Ortsname in Hohenbirken geändert.
Bei der Volksabstimmung in Oberschlesien am 20. März 1921 stimmten im Ort 707 Wahlberechtigte für einen Verbleib Oberschlesiens bei Deutschland und 733 für eine Zugehörigkeit zu Polen. Auf Gut Hohenbirken stimmten 35 für Deutschland und fünf für Polen.  Hohenbirken kam nach der Teilung Oberschlesiens 1922 zu Polen. Während der deutschen Besetzung von 1939 bis 1945 befand er sich im Landkreis Ratibor.
1945 kam der Ort wieder an Polen und zur Woiwodschaft Schlesien und wurde ins polnische Brzezie umbenannt. 1950 kam der Ort zur Woiwodschaft Oppeln. 1975 kam der Ort zur Woiwodschaft Kattowitz. Am 27. Mai 1975 wurde der Ort nach Racibórz eingemeindet. 1999 kam der Ort zum wiedergegründeten Powiat Raciborski und zur neuen Woiwodschaft Schlesien.

## Sehenswürdigkeiten und Bauwerke
- Die katholische Pfarrkirche St. Matthäus und Matthias wurde erbaut in den Jahren 1904 bis 1906. Sie ist ein Jugendstilbau mit neobarocken Elementen. Die Kirche enthält einen frühbarocken Hauptaltar sowie einen barocken Beichtstuhl und zwei barocke Altarmensen.[4]
- 12 Wegkreuze, das älteste ist von 1875
- Denkmal für die polnischen Aufständischen und Opfer des Zweiten Weltkriegs
- Villa Widok aus dem Jahr 1914
- Denkmal für Joseph von Eichendorff, errichtet am 6. Mai 2006 an der Stelle des früheren zerstörten Eichendorffsteins.
- Am Ort befand sich bis 1933 ein Bismarckturm.